# 並木 (川越市)
並木（なみき）は、埼玉県川越市の大字。旧入間郡並木村。郵便番号は350-0023。

## 地理
川越市の東南部に位置し、北西部を大中居、北部を小中居、東部を久下戸、東南部を今泉、南部を木野目、西部を並木新町、泉町と接している。北部を東西にJR川越線が走り、西北部に南古谷駅が設置されている。また、埼玉県道113号川越新座線が東南から西北に走り、南古谷駅前交差点で埼玉県道335号並木川崎線と交差している。域内は水田の多い住宅地であるが大規模小売店舗の進出などで並木新町、泉町と共に商業地化が進んでいる。 

## 歴史
古くは古尾谷郷三芳野里に属した。正保年間より松平伊豆守の所領であったが、1709年（宝永6年）には、本目讃岐守・河野長十郎の両名に分賜された。1811年（文化8年）御料所となり、同年川越藩主・松平大和守の所領となった。また、九十川縁と亀久保（現ふじみ野市亀久保付近）に新田、武蔵野新開の飛地を持ち、それぞれ1656年（明暦2年）、1694年（元禄7年）に検地を受けている。この時代の小名として七段田、かつひやう、たいはいが挙げられる。
明治時代に入って1889年（明治22年）4月1日の町村制施行に伴い、入間郡並木村連合戸長役場区域にあった並木村は同区域にあった牛子村・今泉村・南田島村・久下戸村・木野目村及び入間郡古市場村連合戸長役場区域にあった古市場村、澁井村と合併し南古谷村の大字のひとつとなった。1876年（明治9年）の人口は210人。1955年（昭和30年）4月1日、南古谷村は高階村・名細村・霞ヶ関村・山田村・古谷村・大東村・福原村と共に川越市に編入され、並木は川越市の大字のひとつとなった。1975年（昭和50年）5月17日、西北部のうち町名地番整理を行った場所のみを並木新町とし、大字並木は東西に分断された。この西側部分は並木字西田を除き1983年（昭和58年）3月2日に大中居・南田島・木野目の各一部と合併して並木西町となり、分断は大部分が解消された。また残りの並木字西田も2004年（平成16年）2月21日木野目・南田島のそれぞれ一部と併せ藤木町となり、分断は完全に解消された。

## 世帯数と人口
2017年（平成29年）10月1日現在の世帯数と人口は以下の通りである。
| 大字 | 世帯数    | 人口    |
| ---- | --------- | ------- |
| 並木 | 1,337世帯 | 3,062人 |

## 小・中学校の学区
市立小・中学校に通う場合、学区は以下の通りとなる。
| 番地 | 小学校               | 中学校           |
| ---- | -------------------- | ---------------- |
| 全域 | 川越市立南古谷小学校 | 川越市立東中学校 |

## 交通

### 鉄道
- JR東日本川越線南古谷駅

### バス
- 西武バス（川越営業所）
  - 古01系統：南古谷駅 - 上福岡駅入口 - 上赤坂
  - 系統番号なし：南古谷駅 - 川越警察署入口 - 喜多院前- 本川越駅（1日1往復）
- コミュニティバス「川越シャトル」
- 40系統 :南古谷駅 - 古谷郵便局 - グリーンパーク - 川越運動公園 - 埼玉医大

- 41系統 :新河岸駅東口 - 藤木 - さくら堤団地 - 南古谷駅 - ウニクス南古谷 - 愛和病院 - 伊佐沼公民館 - 埼玉医大

以下の系統は過去の路線である。現在はいずれも運行されていない。
- （旧）40系統： 埼玉医大 - 古谷郵便局 - 南古谷駅 - 新河岸駅入口 - 高階市民センター
- （旧）41系統：南古谷駅 → 並木 → 薬王寺 → 南古谷駅
- 42系統：南古谷駅 - 東本宿 - 埼玉医大 - 神明町車庫 - 市役所 - 総合福祉センター
- 43系統：南古谷駅 - 古谷交番 - 埼玉医大 - 総合福祉センター

### 道路
- 埼玉県道113号川越新座線
- 埼玉県道335号並木川崎線

## 施設
- 川越税務署
- 川越南古谷団地
- 川越警察署南古谷駐在所
- 川越市東部地域ふれあいセンター
- JR東日本川越車両センター - 事務所部分が並木に当たる。その他の部分は久下戸。
- 埼玉県立川越高等技術専門校 - 公共職業能力開発施設。
- 瀧岩院 - 天台宗の仏教寺院[6]。雨寶山福寿寺と号する[6]。本尊は立身の観音像で、恵心の作と言われる[6]。古谷上郷灌頂院の末寺[5][6]。
- 並木大クス公園 - 県指定天然記念物の「並木の大クス」がある（1934年3月31日指定）。
- 並木北田緑地
- 木北田第一公園